# DC Special
DC Special fue una serie de revistas de historietas antológica publicada por DC Comics desde 1968 a 1971, reasumiendo su publicación entre 1975 y 1977. En su mayor parte DC Special fue un título de reediciones con alguna temática, casi siempre enfocado en historias de la edad de oro; hacia el final se publicaron algunas historias originales.

## Historia de la publicación
DC Special comenzó publicando un número enfocándose en el artista Carmine Infantino con fecha de tapa octubre/diciembre de 1968. Algunos de los temas que tocó el título fueron números especiales dedicados a determinados artistas como Infantino y Joe Kubert, historias raras de deportes, orígenes de super-villanos e historias de personajes de aventuras literarias como Robin Hood y Los tres mosqueteros. El número 4 presentaba varios personajes sobrenaturales y el escritor Mark Hanerfeld junto al artista Bill Draut mostraban la primera aparición de Abel, quien luego (junto a su hermano  Cain) pasarían a ser personajes importantes en la serie The Sandman de Neil Gaiman. La serie fue cancelada en el número 15 (noviembre/diciembre de 1971).
La serie fue revivida cuatro años más tarde continuando la numeración de la serie original. Los últimos tres números presentaban historias originales. El número 27 fue una historia completa de Captain Comet y Tommy Tomorrow escrita de Bob Rozakis y Rich Buckler. El artista Don Newton comenzó su carrera en DC Comics con una historia de Aquaman en DC Special 28 (julio de 1977). Paul Levitz y Joe Staton terminaron la serie con una historia de la Sociedad de la Justicia de América en la cual finalmente se revelaba el origen del equipo.
Con la cancelación de DC Special en el número 29 (agosto/septiembre de 1977), DC inmediatamente comenzó a publicar el título DC Special Series, el cual finalizó a fines de 1981

## Descripción de contenido
| Número | Título                                       | Fecha          | Notas |
| ------ | -------------------------------------------- | -------------- | --- |
| 1      | All-Infantino Issue                          | Dic. 1968      | Reedición de material incluido en The Adventures of Rex the Wonder Dog 29, The Brave and the Bold 45, Detective Comics 327, The Flash 148 y Mystery in Space 57                                                                  |
| 2      | Top Teen Favorites                           | Mar. 1969      | Reedición de material incluido en Everything Happens to Harvey 4 |
| 3      | All-Girl Issue                               | Jun. 1969      | Reedición de material incluido en Action Comics 304, Green Lantern 16 y Strange Adventures 18. Historias de Canario Negro y Mujer Maravilla no publicadas anteriormente.                                                         |
| 4      | 13 Shock-Ending Stories                      | Sept. 1969     | Paneles de presentación original. Reediciones de material incluido en House of Mystery 2, 5, 15, 19, 26, 30, 62–63, 68; Sensation Comics 114 y Tales of the Unexpected 1, 16 y 17. Primera aparición de Abel (de Cain and Abel). |
| 5      | The Secret Lives of Joe Kubert               | Dic. 1969      | Reedición de material incluido en The Brave and the Bold 18, 35; Our Army at War 113 y Showcase 2 |
| 6      | The Wild Frontier!                           | Marzo de 1970  | Reedición de material incluido en Detective Comics 178; Frontier Fighters 4, 6; The Legends of Daniel Boone 1 y World's Finest Comics 69                                                                                         |
| 7      | Strangest Sports Stories Ever Told!          | Junio de 1970  | Reedición de material incluido en The Brave and the Bold 45, 46, 48, 49 y Mystery in Space 39 |
| 8      | Wanted! The World's Most Dangerous Villains  | Sept. 1970     | Reedición de material incluido en The Brave and the Bold 36, The Flash 130, Green Lantern 7 y World's Finest Comics 129 |
| 9      | Strangest Sports Stories Ever Told!          | Dic. 1970      | Reedición de material incluido en The Brave and the Bold 45 al 48 |
| 10     | Stop!... You Can't Beat The Law!             | Feb. 1971      | Reedición de material incluido en Gang Busters 33, 40, 58, 61, 65, Showcase 1 y 5 |
| 11     | Beware... The Monsters Are Here!             | Abril de 1971  | Reedición de material incluido en House of Mystery 70, 85, 97, 113, 116 y 175 |
| 12     | The Viking Prince                            | Junio de 1971  | Además presenta historias de Silent Knight, Robin Hood y Golden Gladiator. Reedición de material incluido en The Brave and the Bold 1, 5, 9 y 16                                                                                 |
| 13     | Strangest Sports Stories Ever Told!          | Ago. 1971      | Reedición de material incluido en The Brave and the Bold 47 y 49; Mystery in Space 7 y 9; Strange Adventures 94 y 125 |
| 14     | Wanted! The World's Most Dangerous Villains! | Oct. 1971      | Reedición de material incluido en The Flash 140, Superman 47 y World's Finest Comics 55 |
| 15     | Plastic Man                                  | Dec. 1971      | Reedición de material incluido en Plastic Man 17, 25, 26 y Police Comics 1 y 13 |
| 16     | Super-Heroes Battle Super-Gorillas           | Primavera 1975 | Reedición de material incluido en Detective Comics 339, The Flash 127, Superman 138 y Wonder Woman 170 |
| 17     | Presents Green Lantern                       | Verano 1975    | Reedición de material incluido en Green Lantern 2, 6 y 26 |
| 18     | Presents... Earth Shaking Stories            | Nov. 1975      | Reedición de material incluido en Action Comics 342, Captain Marvel Adventures 122 y Green Lantern 43 |
| 19     | War Against the Giants                       | Enero de 1976  | Reedición de material incluido en Action Comics 343, Green Lantern 53, Strange Adventures 28 y Wonder Woman 106 |
| 20     | Green Lantern                                | Marzo de 1976  | Reedición de material incluido en Green Lantern 2, 8 y 30 |
| 21     | Super-Heroes' War Against the Monsters       | Mayo de 1976   | Reedición de material incluido en Action Comics 326, Green Lantern 3, Marvel Family 7 y Star Spangled War Stories 132 |
| 22     | The 3 Musketeers and Robin Hood              | Julio de 1976  | Reedición de material incluido en The Brave and the Bold 6 y Robin Hood Tales 14 |
| 23     | The 3 Musketeers and Robin Hood              | Sept. 1976     | Reedición de material incluido en The Brave and the Bold 9 y Robin Hood Tales 7 |
| 24     | The 3 Musketeers and Robin Hood              | Nov. 1976      | Reedición de material incluido en The Brave and the Bold 11 y 15 |
| 25     | The 3 Musketeers and Robin Hood              | Enero de 1977  | Reedición de material incluido en The Brave and the Bold 7, 8 y 15 |
| 26     | Enemy Ace                                    | Marzo de 1977  | Reedición de material incluido en Our Army at War 151 y Star Spangled War Stories 143 |
| 27     | Danger: Dinosaurs at Large!                  | Mayo de 1977   | Historia original protagonizada por Capitán Cometa y Tommy Tomorrow. |
| 28     | Earth Shattering Disasters                   | Julio de 1977  | Historias originales protagonizadas por Batman, Aquaman y la Legión de Super-Héroes |
| 29     | The Untold Origin of the Justice Society     | Sept. 1977     | Historia original protagonizada por Sociedad de la Justicia de América |

## Material recopilado
- Black Canary Archives incluye la historia de Canario Negro de DC Special 3, 224 páginas, diciembre de 2000, ISBN 978-1563897344
- Secret Society of Super Villains Vol. 2 incluye DC Special 27, 328 páginas, mayo de 2012, ISBN 978-1401231101
- Legion of Super-Heroes Archive Vol. 13 incluye la historia de la Legión of Super-Héroes de DC Special 28, 240 páginas, mayo de 2012, ISBN 978-1401234393
- Justice Society Vol. 1 incluye DC Special 29, 224 páginas, agosto de 2006, ISBN 1-4012-0970-X
- Showcase Presents: All-Star Comics Vol. 1 incluye DC Special 29, 448 páginas, septiembre de 2011, ISBN 978-1401233037